# 城福健陽
城福 健陽（じょうふく たけはる、1963年〈昭和38年〉2月2日 - ）は、日本の運輸・国土交通官僚。
運輸安全委員会事務局長、京都府副知事などを歴任。

## 来歴
大阪府大阪市出身。金蘭千里中学校・高等学校を経て、京都大学経済学部を卒業。1988年（昭和63年）、運輸省へ入省。
入省後、国土交通省港湾局企画官、経済産業省大臣官房参事官、国土交通省総合政策局公共交通政策部交通支援課長、国土交通省大臣官房参事官（航空局併任近畿圏・中部圏空港担当）、京都府副知事、国土交通省総合政策局公共交通政策部長、海事局次長などを歴任。国土交通省の参事官を務めた際には、関西国際空港と大阪国際空港の運営権売却を担い、44年にも及ぶ長期運営と2兆2000億円もの売却額は前例が無く、入札が上手くいくか懐疑的な声があったものの実現し、2016年に新関西国際空港から関西エアポートへ運営権が移管された。また、2015年（平成27年）7月から2018年（平成30年）7月13日まで京都府副知事を務め、副知事として京都府の観光・交通関連の事業を担当。北陸新幹線の延伸や観光振興などに携わった。
2020年（令和2年）7月21日、運輸安全委員会事務局長に就任。
2022年（令和4年）6月28日、国土交通省総合政策局付に異動し、休職。同日、運輸総合研究所主席研究員兼会長特別補佐に就任。2023年（令和5年）3月31日、国土交通省を定年退職。同年5月、運輸総合研究所特任研究員に就任。

## 人物
高祖父は郡是製絲株式会社（現・グンゼ株式会社）初代社長、衆議院議員羽室嘉右衛門。大伯父は京都学派哲学研究者、大阪大学名誉教授相原信作。曽祖叔父は衆議院議員岡田泰蔵、同じく郡是製糸第4代社長、参議院議員波多野林一。貴族院議員子爵久世通章（室は公爵岩倉具視三女静子）は、大伯父の明治天皇侍従出仕職、金刀比羅宮宮司、蹴鞠保存会会長子爵久世章業（姉は昭憲皇太后権掌侍久世三千子、山川黙夫人）の父。又従兄弟は国指定文化財今西家屋敷の春日大社南郷目代摂津今西氏第54代。